# 월요병
월요병(月曜病)은 월요일 아침에 특히나 피곤한 상태를 말한다. 주말에 쉬고 월요일에 다시 출근, 등교를 하는 직장인들과 학생들에게 주로 나타난다.
심리적인 증상으로서 주말 토요일과 일요일에 휴식을 취한 뒤에 새로 출근하여 일을 시작하는 월요일에 느끼게 되는 권태감 내지는 무력감을 말한다.

## 개요
주말에 흐트러진 생체리듬 때문에 원래의 리듬으로 적응해 가는 데 나타나는 신체적인 현상과 주말 동안의 휴식에 대한 미련이 남아 있기 때문에 월요일은 새로운 한 주를 시작해야 한다는 심리적 긴장감으로 스트레스성 두통이나 우울증이 올 수 있는데, 비단 월요일뿐만 아니라 긴 휴가 후에도 비슷한 증상이 나타난다.‘병’이라는 단어를 담고 있지만 실제 치료가 필요한 의학적 질병이나 정신 질환 따위는 아니다.
주말 동안 적당한 휴식을 취하고 평상시와 같은 수면 시간을 유지하는 것이 좋으며, 충분한 비타민 섭취가 도움이 된다.

## 같이 보기
- 피로
- 무기력증